# Bobby Hackett

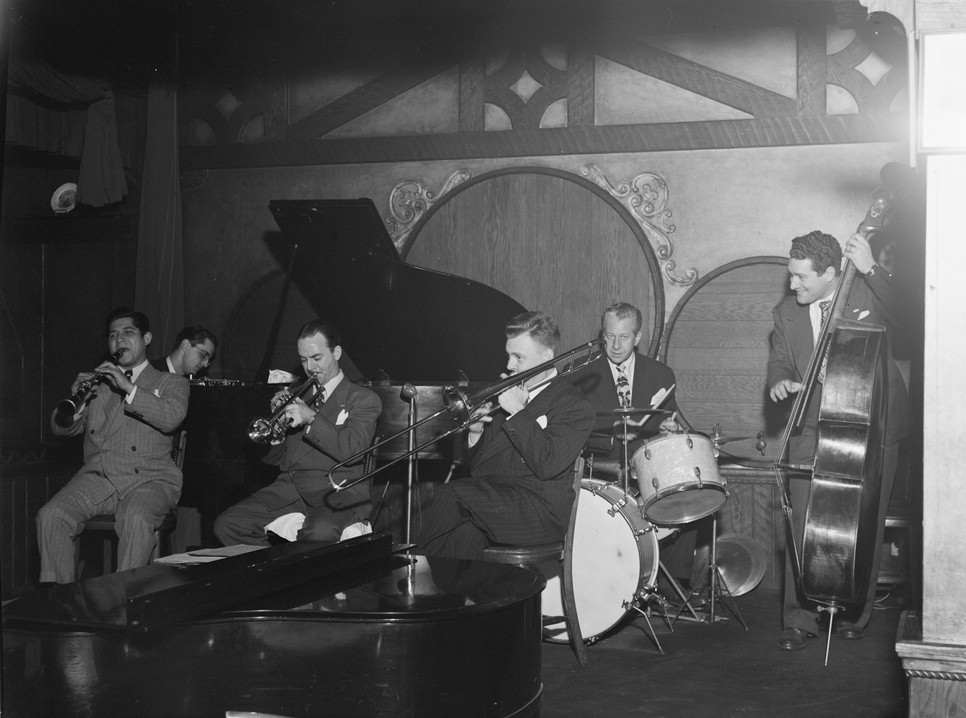
Ernie Caceres, Bobby Hackett, Freddie Ohms, y George Wettling, en el Nick's, en Nueva York, en los años cuarenta.
Fotografía de William P. Gottlieb.

Bobby Hackett (31 de enero de 1915 – 7 de junio de 1976) fue un músico de jazz estadounidense, instrumentista de trompeta, corneta y guitarra, y que trabajó con las bandas de Glenn Miller y Benny Goodman a finales de la década de 1930 e inicios de la de 1940.

## Biografía
Su verdadero nombre era Robert Leo Hackett, y nació en Providence (Rhode Island). 
Hackett se dio a conocer siendo un seguidor del legendario cornetista Bix Beiderbecke, contratándole Benny Goodman para recrear el famoso solo de Bix titulado "I'm Coming Virginia" en el concierto dado por Goodman en 1938 en el Carnegie Hall. En los últimos años treinta era primer trompetista de la Orquesta de Vic Schoen, la cual trabajaba con The Andrews Sisters. 
En 1939 la agencia de talentos Music Corporation of America pidió a Bobby Hackett que formara una big band con su respaldo.  Desafortunadamente la banda no tuvo éxito, y Hackett quedó con una sustancial deuda contraída con MCA. Para poder pagar esa deuda  Bobby Hackett hubo de sumarse a las bandas de Horace Heidt y de Glenn Miller.
Empeorando más las cosas, tras sufrir cirugía dental Hackett quedó con secuelas en un labio que le impedían tocar la trompeta y la corneta. Glenn Miller le ofreció trabajo como guitarrista en su banda. A pesar de estos problemas, Hackett todavía podía tocar breves solos, siendo uno de ellos el que llevó a cabo con la Orquesta de Glenn Miller en "A String of Pearls." 
En 1947 se cumplió uno de los grandes deseos de Hackett al formar parte del Town Hall Jazz Concert de Louis Armstrong. En la década de 1950 grabó una serie de álbumes de baladas acompañando a una orquesta de cuerda bajo producción de Jackie Gleason. En 1965 Bobby Hackett hizo una gira con el cantante Tony Bennett, y en 1966 y 1967 le acompañó Hackett en dos giras llevadas a cabo por Europa. A principios de los años setenta hizo trabajos con Dizzy Gillespie y con Teresa Brewer.  

## Vida personal
Hackett estuvo casado con Edna Hackett desde una fecha no conocida hasta el momento de su muerte. La pareja tuvo dos hijos: Barbra Hackett y Ernie Hackett. 
Bobby Hackett era un gran fumador, y falleció a causa de un infarto agudo de miocardio ocurrido en 1976 encontrándose en Chatham, Massachusetts. Fue enterrado en el Cementerio Seaside de Chatham.

## Selección discográfica
- A String of Pearls, Glenn Miller and His Orchestra, 1941, Bluebird records.
- Rhapsody in Blue, Glenn Miller and His Orchestra, 1942, Victor records.

With George Wein
- Wein, Women and Song and More, George Wein Plays and Sings (Arbors Records)

## Actuaciones para el cine y la televisión

### Cine
- Saturday Night Swing Club, 1938, Warner-Vitaphone production.
- Orchestra Wives, 1942, Twentieth-Century Fox.

A Bobby Hackett puede oírsele en la banda sonora de la película interpretada por Fred Astaire en 1940 Second Chorus.

### Televisión
- Henny and Rocky Show, 1956.
- Air Times 57, 1957.